# 比赫普里亚
比赫普里亚（Bihpuria），是印度阿萨姆邦Lakhimpur县的一个城镇。总人口10867（2001年）。

## 人口
该地2001年总人口10867人，其中男性5757人，女性5110人；0—6岁人口1228人，其中男633人，女595人；识字率77.48%，其中男性为81.85%，女性为72.56%。